# Akeeaktashuk
Akeeaktashuk, född 1898 vid Inukjuakfloden nära Hudson Bay i Kanada, död 1954 vid Craig Harbour på Ellesmereön, var en kanadensisk skulptör, jägare och sagoberättare från folkgruppen inuiter.
Hans arbeten i sten och elfenben som ingår i flera museers samlingar över hela världen ökade kännedomen om inuiternas konst. Skulpturerna föreställer vanligen människor, fåglar och andra djur.
Under senare delen av livet flyttade Akeeaktashuk med sin familj norrut för att hitta nya jaktmarker. Under resan träffade de 1951 vid Ellesmereön med sina kajaker på isbrytaren C.D. Howe som var aktiv för den kanadensiska regeringen. Akeeaktashuk dog 1954 under en valrossjakt.